# Sociedade Bíblica CrossWire
A Sociedade Bíblica CrossWire, no original inglês The Crosswire Bible Society, é uma sociedade bíblica virtual, onde voluntários de vários países colaboram em listas de discussão no Projeto Sword, para produzir vários programas de estudo bíblico livres para várias plataformas computacionais, assim como editar textos bíblicos, comentários, dicionários e livros de apoio em várias línguas.